# Stonehenge

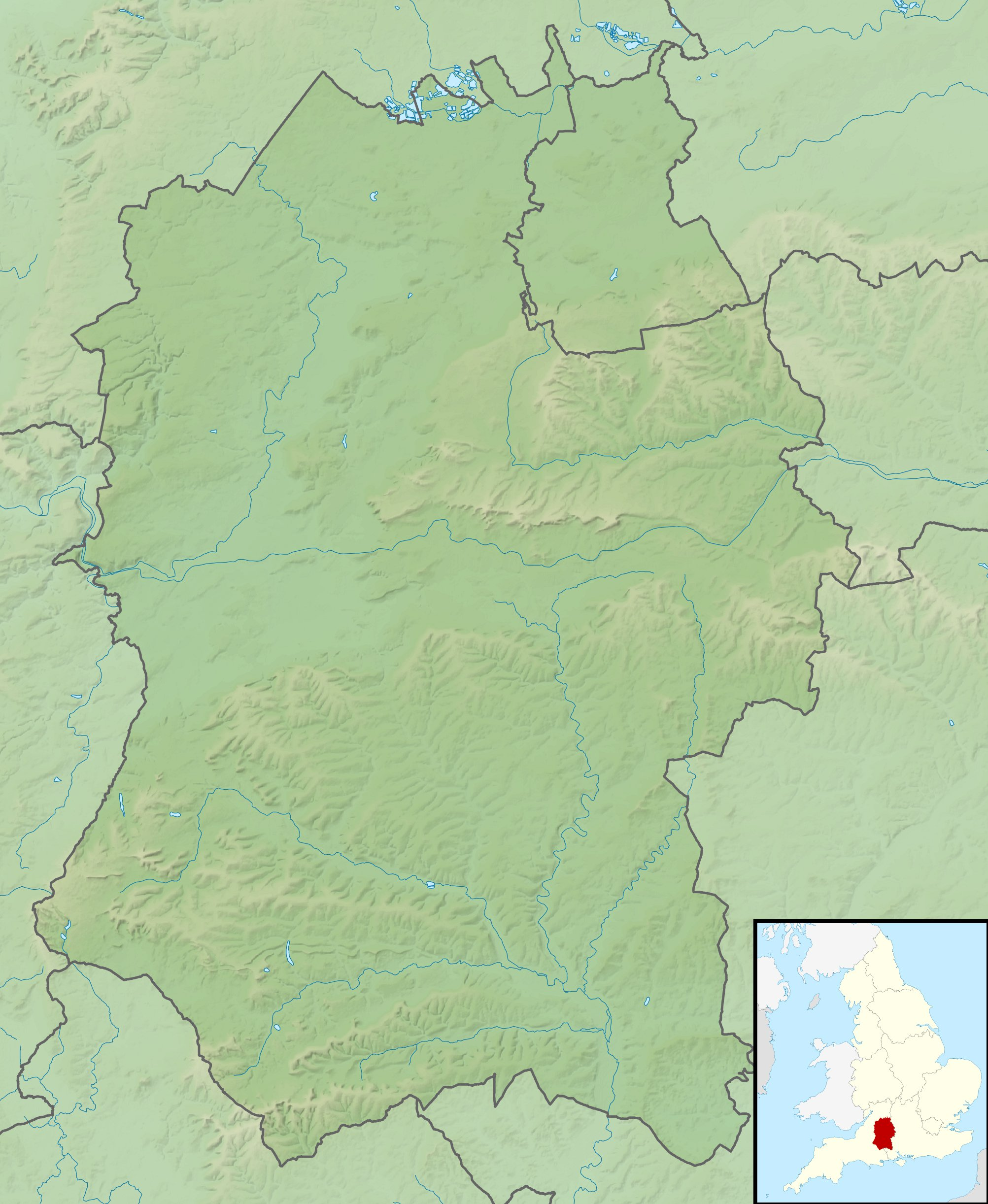
Wiltshire pe harta Marii Britanii

Stonehenge este un monument megalitic preistoric situat pe Câmpia Salisbury, în comitatul Wiltshire, Anglia, la aproximativ 3 kilometri vest de localitatea Amesbury. Complexul constă într-un cerc exterior de pietre verticale din sarsen, fiecare având aproximativ 4 metri înălțime, 2,1 metri lățime și o greutate de circa 25 de tone. Aceste pietre sunt legate prin blocuri orizontale de tip arhitravă, fixate cu îmbinări de tip mortasă și cep, o tehnică rar întâlnită în monumentele contemporane. În interiorul acestui cerc exterior se află un altul, alcătuit din pietre mai mici din bazalt (bluestones). În centrul ansamblului se găsesc trilithoane independente – două pietre verticale din sarsen unite de o piatră orizontală.
Întregul monument, astăzi în ruine, este aliniat cu răsăritul soarelui la solstițiul de vară și apusul la solstițiul de iarnă, reflectând o legătură profundă cu ciclurile naturii. Stonehenge este situat în centrul celui mai dens complex de situri epoca neolitică și din epoca bronzului din Anglia, care include numeroase lucrări terestre și sute de tumuli (movile funerare).
Construcția Stonehenge a avut loc în mai multe etape, între aproximativ 3100 î.Hr. și 1600 î.Hr. Cercetările arheologice sugerează că șanțul și valul circular din jur reprezintă prima fază a monumentului, datând din jurul anului 3100 î.Hr. Celebrele pietre de sarsen au fost plasate între 2600 î.Hr. și 2400 î.Hr. De asemenea, datele radiocarbon indică faptul că pietrele din bazalt au fost poziționate între 2400 î.Hr. și 2200 î.Hr., deși există dovezi că ar fi putut fi aduse la sit încă din 3000 î.Hr.
Stonehenge este un simbol cultural remarcabil al Regatului Unit și una dintre cele mai cunoscute destinații turistice ale lumii. It has been a legally protected scheduled monument since the Ancient Monuments Protection Act 1882 was passed. Protejat ca monument istoric din 1882, a fost inclus în Patrimoniul Mondial UNESCO în 1986. Astăzi, Stonehenge este administrat de English Heritage, care protejează patrimoniul istoric al Angliei, iar terenurile din jur sunt gestionate de National Trust, ce conservă locurile de interes natural și istoric din Marea Britanie. De-a lungul decadelor, monumentul a fost subiectul unor numeroase cercetări științifice, iar misterul legat de scopul său și de metodele de construcție continuă să fascineze arheologi și istorici din întreaga lume.
Se consideră că Stonehenge a fost utilizat ca loc de înmormântare încă de la începuturile sale. Oasele umane descoperite în sit datează din jurul anului 3000 î.Hr., iar utilizarea acestuia ca necropolă a continuat cel puțin încă 500 de ani. Astăzi, Stonehenge rămâne nu doar un loc de cercetare și turism, ci și un punct de referință pentru practici spirituale contemporane, fiind asociat cu tradiții legate de solstiții și culturi străvechi.

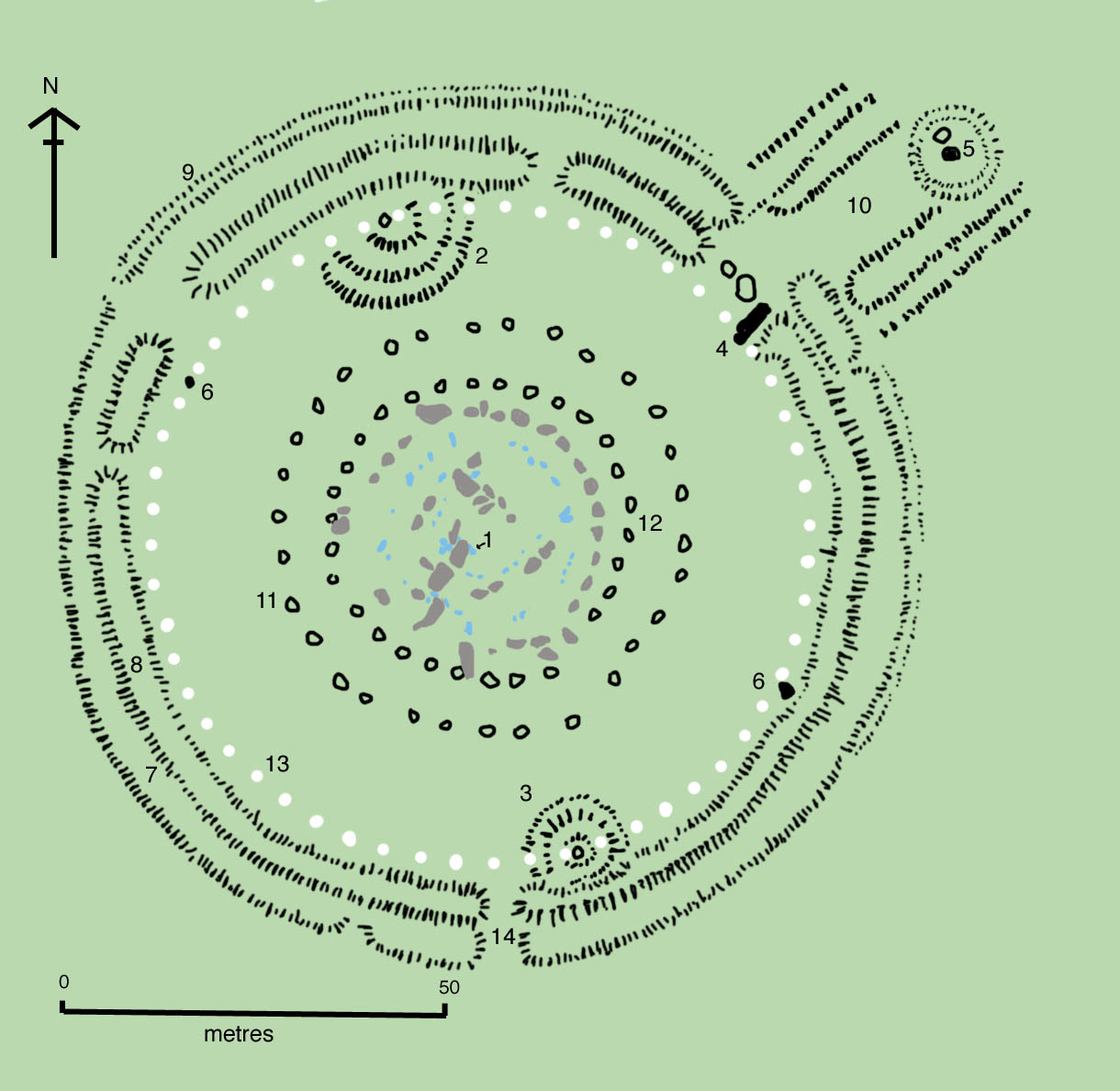
Planul ansamblului astăzi

## Planul actual al ansamblului

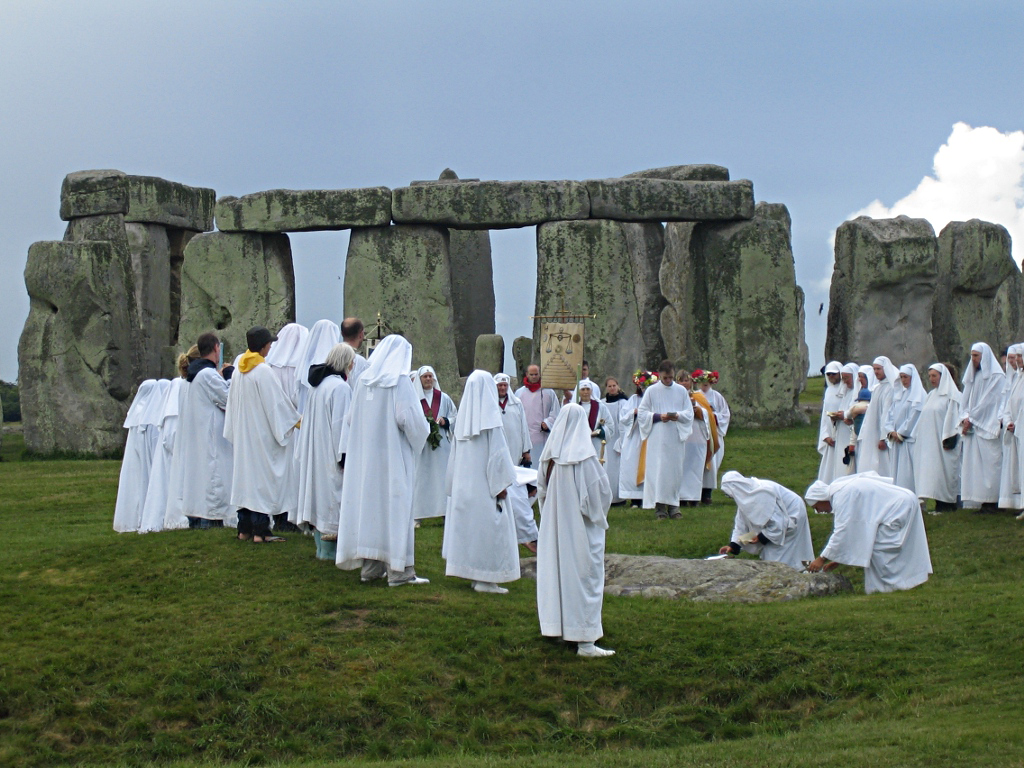
Ceremonie organizată de druizi în prezent

Construcția ansamblului Stonhenge a început în anul 3.000 î.H. Este construit din pietre cu înălțime de 6 metri și greutate de până la 50 de tone, aduse aici, probabil, de la o distanță de 322 km din Câmpia Salisbury din sudul Angliei. Deși nu se știe exact rolul ansamblului, se crede că cei care l-au construit aveau cunoștințe de astronomie, și că ziua de 21 iunie (Solstițiul de vară) avea o semnificație deosebită, probabil, religioasă.
Stonehenge era un monument dedicat zeilor. La o distanță mai mare de 5 km era unul făcut din lemn. Teoria oamenilor de atunci era că zeul este nemuritor, la fel ca piatra, iar oamenii sunt muritori precum lemnul. Înainte de răsărit ei se duceau la monumentul de piatră și așteptau prima ivire a soarelui. Dintr-o anumită poziție soarele lumina foarte frumos, oamenii crezând că este fapta unui zeu. Călătoreau pe lângă un râu aflat în apropierea Stonehenge-ului de lemn, unde, la asfințit, se rugau din nou la zeul lor. Noaptea sărbătoreau.

## Anul construcției
Stonehenge este, probabil, cel mai important monument preistoric din Anglia. Nu se cunoaște exact când a fost construit sau de către cine. O teorie destul de cunoscută a avansat ipoteza că ar fi construit de druizi, o populație existentă în Anglia înainte de cucerirea romană. Tehnicile arheologice moderne au demonstrat însă că Stonehenge a fost construit cu cel puțin 1000 de ani înaintea druizilor, în anul 2950 î.Hr, ajungând la forma pe care o cunoaștem azi, cea din anul 1600 î.Hr. Cercetările din 2008 indică perioada construcției ca fiind 2400-2200 î.e.n.
La 18 decembrie 2011, geologii de la Universitatea din Leicester și Muzeul Național din Țara Galilor au anunțat descoperirea sursei exacte a rocii folosite pentru construcția complexului. Cercetătorii au identificat sursa situată la 70 de metri, în Craig-y-Rhos Felin lângă Pont Saeson în nordul Pembrokeshire (situat la 220 km de Stonehenge).

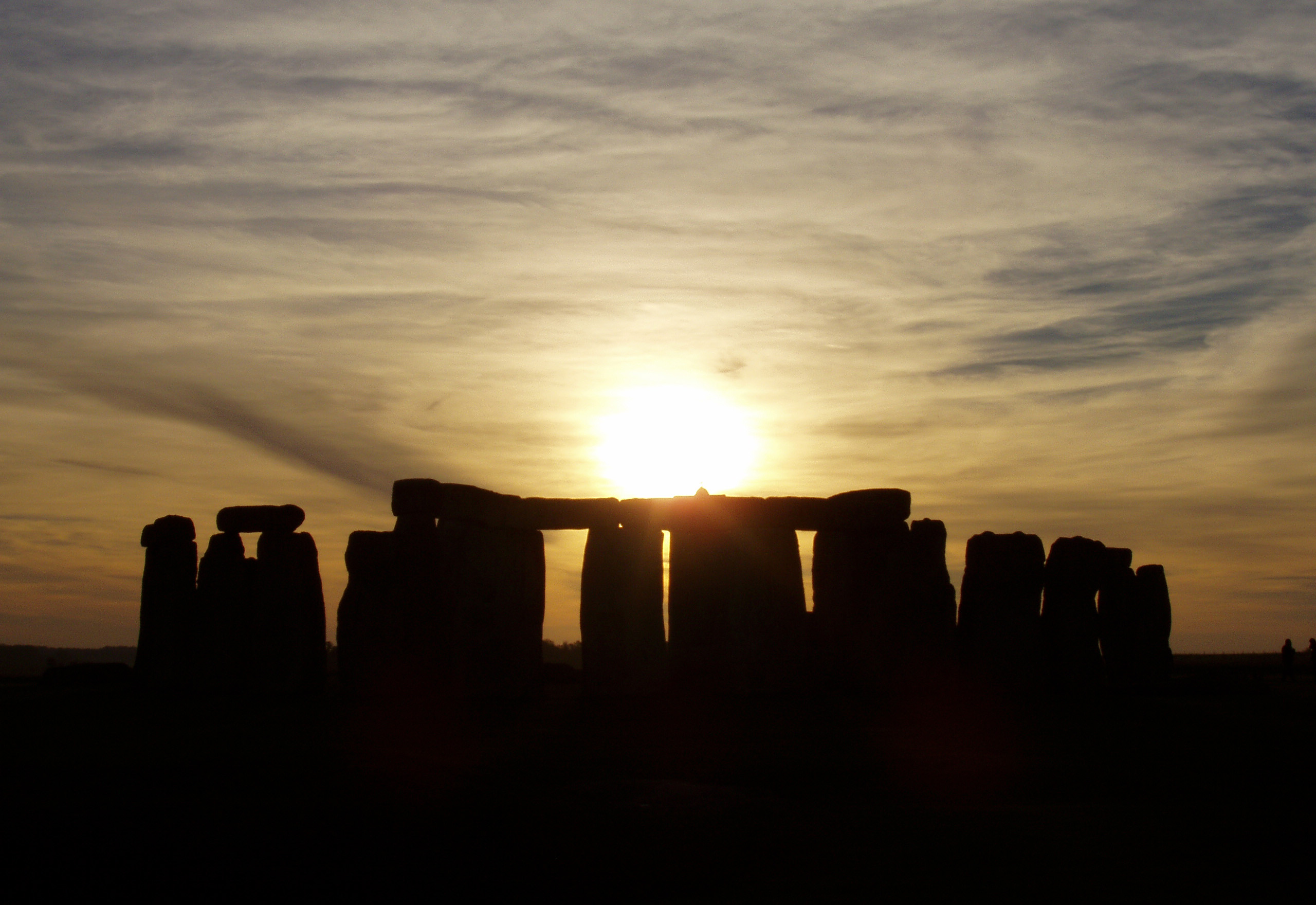
Solstițiu la Stonehenge

## Locație
Ruinele megalitice cunoscute sub denumirea de Stonehenge se află în Câmpia Salisbury, la 3 km vest de orașul Amesbury, Wiltshire, în sudul Angliei.

## Istoric
Stonehenge a fost subiectul multor teorii cu privire la originea sa, variind de la arheologie la explicații din mitologie sau paranormale. Mulți istorici au fost influențați în explicațiile lor de poveștile populare supranaturale. Unele legende susțin ca Merlin a pus un uriaș să construiască structura de piatră pentru el sau că le-a transportat printr-o magie de la Muntele Killaraus în Irlanda, în timp ce alții consideră că responsabil este Diavolul. Henry de Huntingdon a fost primul care a scris despre Stonehenge în jurul anului 1130, și mai apoi, Geoffrey de Monmouth a fost primul care a făcut asocieri fanteziste cu Merlin. Potrivit cărții lui Geoffrey, Historia Regum Britanniae, Merlin, folosindu-se de magie a luat cercul de la locul său original din Irlanda, din porunca lui Aurelius Ambrosius, pentru a servi ca loc de înmormântare pentru prinții Marii Britanii.
În 1655, arhitectul John Webb, scriind în numele fostului său superior, Inigo Jones, a susținut că Stonehenge a fost un templu roman, dedicat lui Caelus, (nume latin dat zeului grec al cerurilor, Uranus), și a fost construit folosind ordinul toscan. Comentatori ulteriori au susținut că danezii au fost aceia care l-au ridicat. Într-adevăr, până la sfârșitul secolului al XIX-lea, așezarea a fost atribuită saxonilor sau altor societăți relativ recente.
Primul efort academic de cercetare și de înțelegere a monumentului a fost făcut în jurul anului 1640 de către John Aubrey. El a declarat Stonehenge-ul ca muncă a druizilor. Acest punct de vedere a fost foarte popularizat de William Stukeley. Aubrey, a contribuit și cu primele desene cu măsurători ale așezării, care au permis o analiză mai amplă a formei și a semnificației. Pornind de la acest lucru, el a putut să demonstreze rolul astronomic sau calendaristic pe care l-ar fi putut avea așezarea pietrelor. Arhitectul John Wood a fost însă primul care a efectuat o anchetă cu adevărat exactă a Stonehenge-ului în 1740. Cu toate acestea, interpretarea monumentului ca fiind un loc al ritualurilor păgâne a fost vehement atacată de Stukeley care nu i-a văzut pe druizi ca păgâni, ci ca patriarhi biblici.
Până la începutul secolului al XIX-lea, John Lubbock, a atribuit monumentul epocii bronzului, datorită obiectelor de bronz găsite în movilele din apropiere.
De-a lungul secolului XX, Stonehenge a început să fie utilizat ca un loc de semnificație religioasă, de această dată de către adepții New Age și ai cultelor neopăgâne.